# Roy H. Thorpe

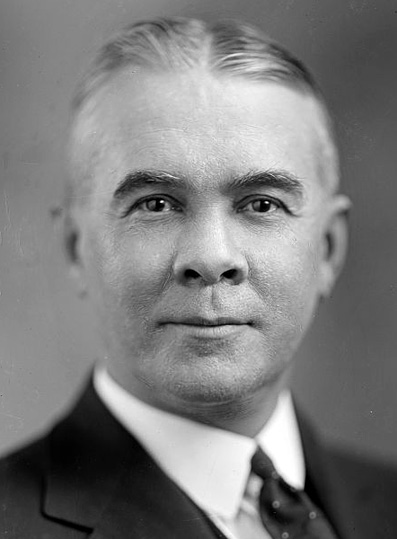
Roy H. Thorpe

Roy Henry Thorpe (* 13. Dezember 1874 in Greensburg, Decatur County, Indiana; † 19. September 1951 in Lincoln, Nebraska) war ein US-amerikanischer Politiker. Zwischen 1922 und 1923 vertrat er den ersten Wahlbezirk des Bundesstaates Nebraska im US-Repräsentantenhaus.

## Werdegang
Roy Thorpe besuchte die öffentlichen Schulen seiner Heimat und die Greensburg High School. Danach studierte er Pharmazie, Medizin und Jura. Roy Thorpe war auch als Prediger tätig. Zwischen 1897 und 1904 war er Händler in Du Quoin (Illinois), von 1905 bis 1919 war er in Shenandoah (Iowa) ebenfalls im Handel tätig.
Politisch war Thorpe Mitglied der Republikanischen Partei. In den Jahren 1917 bis 1918, also während des Ersten Weltkriegs, war er in geheimdienstlicher Mission für den Staat Iowa tätig. Im Jahr 1919 zog er nach Lincoln in Nebraska. Auch in seiner neuen Heimat war er im Handel beschäftigt.
Nach dem Rücktritt des Kongressabgeordneten C. Frank Reavis wurde Thorpe bei den fälligen Neuwahlen im ersten Distrikt von Nebraska zu dessen Nachfolger im US-Repräsentantenhaus gewählt. Dort trat er sein neues Mandat am 7. November 1922 an. Er beendete die bis zum 3. März 1923 laufende Amtsperiode seines Vorgängers. Im Jahr 1922 hatte er bei den regulären Kongresswahlen auf eine erneute Kandidatur verzichtet. Daher konnte er nur knapp vier Monate im Kongress verbringen.
Im Jahr 1924 kandidierte Thorpe allerdings doch noch einmal für den Kongress. Diese Kandidatur blieb aber erfolglos. Danach ging er weiter seinen Geschäften nach, zu denen später auch die Versicherungsbranche gehörte.